# Crkva
 Ovo je glavno značenje pojma Crkva. Za druga značenja pogledajte Crkva (razdvojba).
Crkva je građevina namijenjena za religijske službe, najčešće u kršćanskom bogoslužju.

## Podrijetlo naziva
Po pretežnom mišljenju u etimološkoj je vezi s grčkom riječi kyriakos gospodnji, božji; po jednima kyriakon (doma) božji dom, a po drugima kyriake nedjelja. Također, potječe od staroengleske riječi cirice, nastaloj od grčke riječi: kyriake oikia što znači "kuća Gospodnja". Riječ crkva nalazimo u svim slavenskim jezicima a isto tako i u ostalim jezicima. Crkva znači:
- zajednicu kršćanskih vjernika. Prema katoličkom stajalištu "mjesna crkva" je zajednica vjernika kojoj je na čelu biskup (biskup), te se u pravilu naziva "biskupija". Protestantska koncepcija je drugačija - jer naprosto kod protestanata nema biskupa tj. episkopa kakve imaju katolici i pravoslavni; neke protestantske zajednice, npr. baptisti, imaju službu pod imenom "biskup", ali je to samo pastor (znači, ne svećenik, nego vjerski službenik kojemu je služba da bude duhovni vođa zajednice vjernika - protestantski ne priznaju svećenički red) višega ranga.

- zgradu namijenjenu kršćanskom bogoslužju.

U jednom i u drugom smislu upotrebljava se u latinskom jeziku riječ ecclesia (od grčke riječi eklesia što je kod starih Grka značilo narodnu skupštinu i onda općinu). Ovu su riječ uznačenju crkve prihvatili, prema svojim jezičnim pravilima,romanski jezici (francuski eglise,talijanski chiesa). Čini se da su izvednice iz grčkog kyriakos značile najprije (pored basilica) bogoslužnu zgradu,a poslije toga je riječ upotrebljavana i za zajednicu vjernika. Crkva u pravom smislu upotrebljava se samo za kršćansku općinu vjernika kršćansku bogoštovnu zgradu, i to za bogoslužne zgrade i vjerske općine svih kršćanskih vjeroispovjesti i sekta. Nekršćanske bogoslužne zgrade općenito su: bogomolja, hram, templ (lat. templum), a napose: žid.sinagoga, muslimanska mošeja.
Početno značenje, bilo je upravno-politički izraz, a Isus Krist dao je riječi novo značenje, koje se koristi i danas.
| Portal:Kršćanstvo | Portal: Kršćanstvo |

## Popis poznatijih crkvi u Hrvatskoj
- Splitska katedrala
- Eufrazijeva bazilika
- Zagrebačka katedrala
- Crkva sv. Donata
- Crkva Gospe Trsatske
- Zadarska katedrala
- Katedrala sv. Jakova u Šibeniku
- Đakovačka katedrala
- Osječka konkatedrala

## Zanimljivosti
- Najveća crkva na svijetu je Bazilika Majke Božje Kraljice mira u Yamoussoukru. Nalazi se u Yamoussoukrou na Obali Bjelokosti. Dovršena je godine 1989.
- Najveći gotički oltar u Europi, 10 x 12 metara nalazi se u bazilici sv. Marije u Krakowu u Poljskoj.
- Hram svetog Save u Beogradu najveća je pravoslavna crkva u upotrebi u svijetu. 40 godina nakon zamisli, 15. rujna 1935. hram se počeo graditi i još uvijek nije završen.
- Aja Sofija u Istanbulu stoljećima je bila najveća kršćanska crkva na svijetu. Sagrađena je u 6. stoljeću, a godine 1453. je pretvorena u džamiju kojoj su dograđena 4 minareta.
- Crkvu Uskrsnuća na mjestu Isusova groba u stijeni podigli su vjernici u 4. stoljeću. Današnju Crkvu Svetoga groba podigli su križari 1149. godine.
- Prelijepa Sagrada Familia (Sv. Obitelj) crkva koju je u Barceloni projektirao Antonio Gaudi gradi se od 1882. godine i još uvijek nije dovršena. Zanimljivo je da to nije crkva koja se najduže gradi u povijesti; npr. katedrala u Antwerpenu u Belgiji građena je 269. godina.
- Ogrtač koji je prema predaji nosila Marija kad je rodila Krista čuva se u katedrali Notre Dame (Naše Gospe) u Chartresu u Francuskoj. Relikvija se naziva i "Sveto ruho".
- U Oxfordu u Velikoj Britaniji izgrađeno je 65 crkava. Svaki od 39 koledža ima kapelicu. Oltar u koledžu Corpus Christi pripisuje se Rubensu.

## Vanjske poveznice
- Vijenac  Arhivirana inačica izvorne stranice od 11. kolovoza 2011. (Wayback Machine) Nives Opačić: Crkva i nazivi po njoj